# HD127575
HD127575 — хімічно пекулярна зоря спектрального класу B9, що має видиму зоряну величину в смузі V приблизно  7,7.
Вона  розташована на відстані близько 599,6 світлових років від Сонця.

## Фізичні характеристики
Телескоп Гіппаркос зареєстрував фотометричну змінність  даної зорі з періодом    3,73 доби в межах від  Hmin= 7,80 до  Hmax= 7,71.

## Пекулярний хімічний склад
Зоряна атмосфера HD127575 має підвищений вміст 
Si
.